# Anna Magnussen-Petersen
Anna Magnussen-Petersen (* 12. Mai 1871 in Schleswig; † 15. November 1940 in Bremen) war eine deutsche Bildhauerin.

## Leben

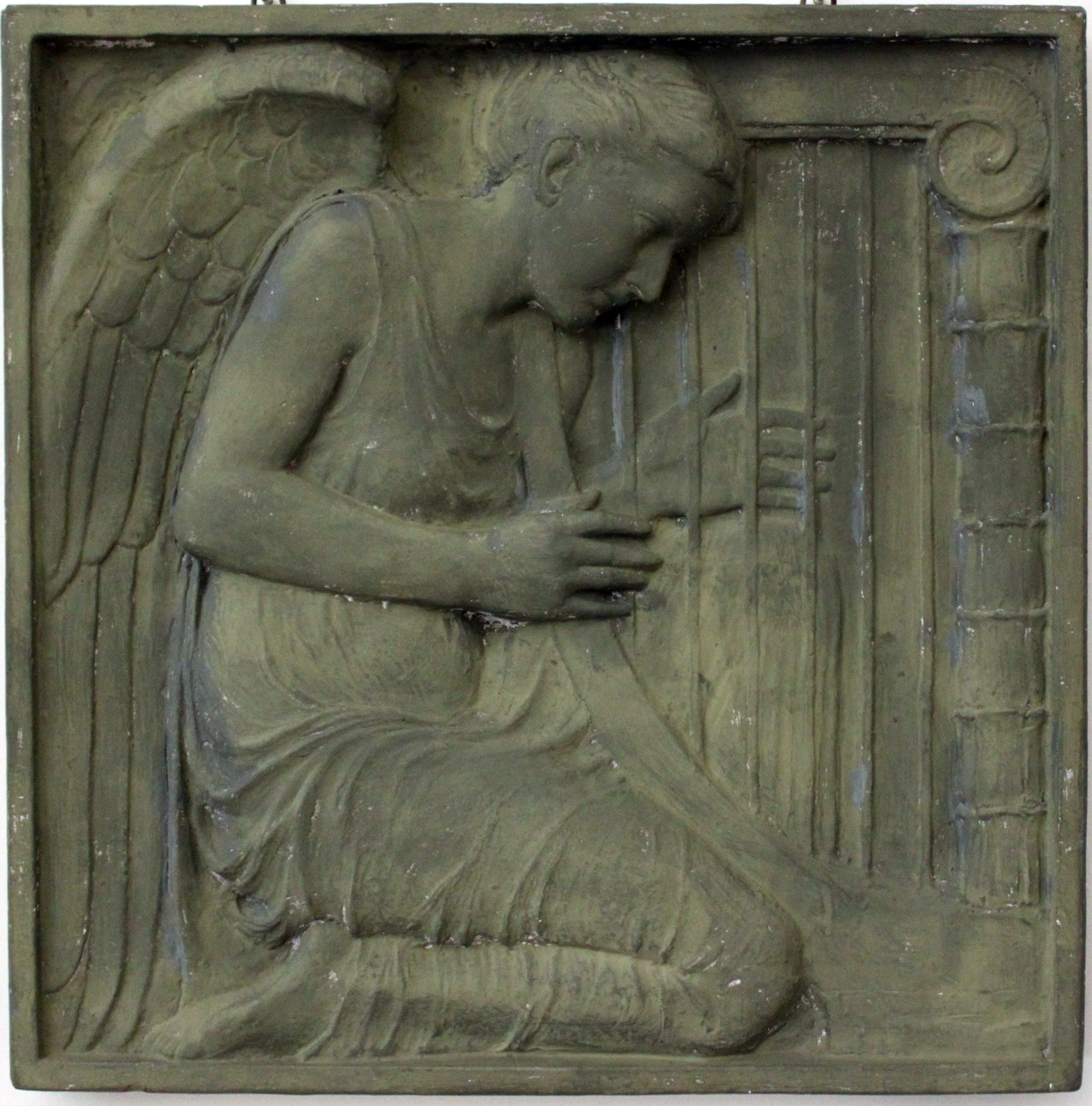
Entwurf für ein Grabmal von Anna Magnussen-Petersen (ca. 1920)

Die Tochter des Literaturkritikers Wilhelm Petersen war in ihrer Jugend mit der gleichaltrigen Franziska zu Reventlow befreundet. Von 1889 bis 1894 machte sie eine Ausbildung zur Zeichenlehrerin in Berlin. Ab Oktober 1891 besuchte sie die Unterrichtsanstalt des Kunstgewerbemuseums bei Walter Leistikow. Nach abgelegtem Zeichenlehrerexamen begann sie die Ausbildung zur Bildhauerin bei Paul Peterich. Im August 1894 trat sie mit einem Porträtrelief des Staatsministers und ehemaligen Oberpräsidenten der Provinz Schleswig-Holstein, Karl Heinrich von Boetticher, in der Kieler Kunsthalle erstmals an die Öffentlichkeit. Ein 1895 entstandenes Porträt des Dichters Klaus Groth ist verschollen. 1895 wechselte Anna Petersen nach München und besuchte die Bildhauerschule von Cipri Adolf Bermann. Im Juni 1898 unternahm sie eine Reise nach Paris, wo sie die Ausstellungen des offiziellen Salons und den Salon des Indépendants besuchte. Es spricht für ihr konservatives Kunstverständnis, dass sie letzteren „lächerlich“ fand und sich wie die meisten Besucher des Salons von Rodins Balzac-Denkmal vor den Kopf gestoßen fühlte. Im Juli 1899 stellte sie im Thaulow-Museum in Kiel eine überlebensgroße Marmorbüste Kaiser Wilhelms II. aus. In München gab ihr Paul Heyse, ein langjähriger Briefpartner ihres Vaters, familiären Halt. Nach der gemeinsamen Feier von Heyses 70. Geburtstag in Gardone am Gardasee reiste sie im Frühjahr 1900 alleine durch Italien. In Florenz verkehrte sie im Haus des Kulturwissenschaftlers Aby Warburg und dessen Frau, der Malerin und Bildhauerin Mary Hertz, in Rom mit Paul Peterich, Joseph von Kopf, Otto Hetzer, Otto Sohn-Rethel, Adolf von Hildebrand und Fritz Schulze.
Nach ihrer Rückkehr aus Italien mietete sie in Hamburg ein Atelier. Im Juli 1900 lernte sie den Schriftsteller Gustav Frenssen kennen, der ihr für ein Porträtrelief Modell saß, das in der 1902 erschienenen Ausgabe von Frenssens Roman „Jörn Uhl“ reproduziert wurde. Im Mai 1902 war sie wie auch ihre Landsmännin, die Malerin Helene Gries-Danican, erneut in Paris und besuchte als Schülerin von Raphael Collin und Gustave Courtois die Académie de la Grande Chaumière und beteiligte sich an den sog. „Croquis à la conq minutes“, bei denen die weiblichen und männliche Aktmodelle alle fünf Minuten ihre Stellungen wechselten.

1903 verlobte sie sich mit dem Maler und Keramiker Walter Magnussen, nach der Eheschließung 1904 übersiedelte das Paar nach Bremen und wohnte dort ab 1909 in der Hagenauer Straße 7, einem nach Entwürfen des Architekten Carl Eeg neu errichteten Reihenhaus. 

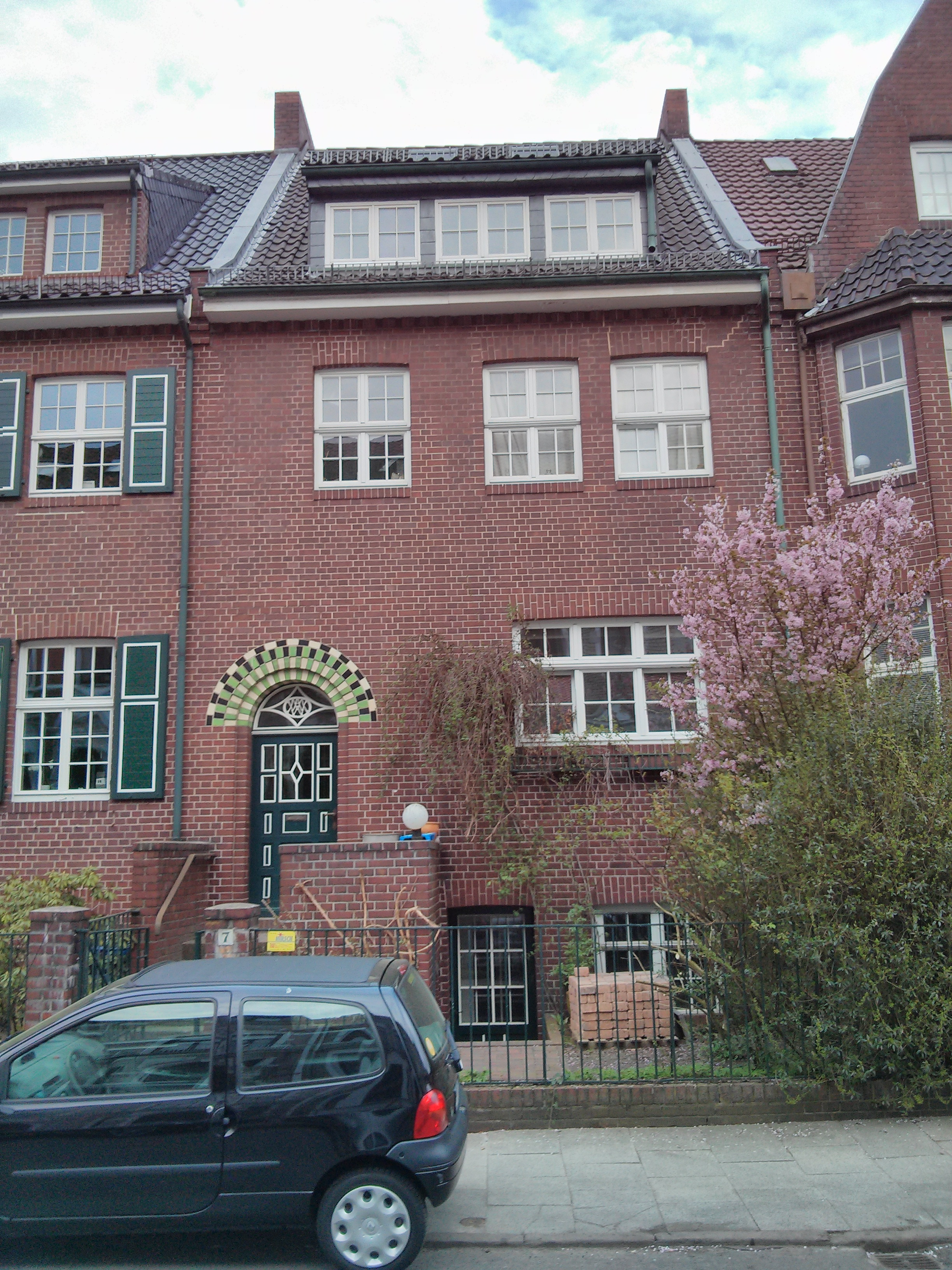
Haus Magnussen, Hagenauer Straße 7

 Durch ihre Mitgliedschaft im 1904 in Bremen gegründeten Verein für Niedersächsisches Volkstum lernte sie die Malerin Aline von Kapff kennen.
Ihrer Ehe entstammen zwei Töchter, darunter die Biologin, aktive Nationalsozialistin und „Rassenforscherin“ Karin Magnussen. Bereits während des Ersten Weltkriegs hatte Magnussen-Petersen ihre künstlerische Tätigkeit weitgehend aufgegeben. Ihr umfangreicher schriftlicher Nachlass befindet sich in der Schleswig-Holsteinischen Landesbibliothek in Kiel, ihr künstlerischer Teilnachlass auf dem Museumsberg in Flensburg.

## Werke
- „Carlo“, 1897 bemalter Gips, Museumsberg Flensburg
- Porträtrelief Gustav Frenssen, 1901, Stiftung Schleswig-Holsteinische Landesmuseen, Schloss Gottorf, Schleswig.
- Mutter mit Kind, Bronze, Museumsberg Flensburg
- Froschprinzessin, 1907, Museumsberg Flensburg
- Relief für ein Grabmal (ca. 1920), grün patinierter Gips, Museumsberg Flensburg.